# Fabio Hofer
Fabio Hofer (Lustenau, 23 gennaio 1991) è un hockeista su ghiaccio austriaco.

## Palmarès
- Campionato austriaco: 1

Salisburgo: 2010-2011
- European Trophy: 1

Salisburgo: 2011
- Österreichische Eishockey-Nationalliga: 1

Dornbirn: 2009-2010